# 笹原廣喜
笹原 廣喜（ささはら ひろき、1974年4月20日 -）は、大分県豊後高田市出身の車いす陸上競技選手である。

## 人物
25歳の時、配送の仕事中の事故で脊髄を損傷。希望を失い、現実を受け入れられずにいた時、入院していた福岡県飯塚市の総合せき損センターで出会った車いすテニスがきっかけで車いすでもスポーツができることを知り、パラリンピックの車いすマラソンをテレビで見たことで生きる目標を見つけることができたという。北京パラリンピックで銀メダルを獲得した後、現在は競技の第一線を退き、トップアスリートとしてではなく、市民ランナーとして大会に参加している。太陽の家内にあるオムロン太陽勤務。

## 主な戦績
- 2004年アテネパラリンピック マラソン 9位
- 2008年北京パラリンピック マラソン 銀メダル
- はまなす全国車いすマラソン - 2004～2007年まで4連覇
- 全国車いすマラソン（篠山） - 2005年優勝
- 日本車いすマラソン大阪大会 - 2004、2005年 2連覇
- 日産カップ追浜チャンピオンシップ（フルマラソン） - 2005、2006年 2連覇
- 日産カップ追浜チャンピオンシップ（ハーフ） - 2007年優勝
- 大分国際車いすマラソン
  - 2002年 12位
  - 2003年 11位
  - 2004年 4位（日本人最高位）
  - 2005年 2位（日本人最高位）
  - 2006年 優勝（日本人初）

### 2006年 大分国際車いすマラソン
5人の先頭集団によるトラック勝負となったが、35km付近で先頭に出た笹原がトップで陸上競技場に入るとそのまま逃げ切り、日本人として初めて優勝した。笹原は35kmまで先頭で風を受け集団を引っ張ったハインツに月桂冠をかぶせようとしたが、彼は「君がチャンピオンだよ」と、笑顔で笹原に返したという。この大会には、後に北京パラリンピック金メダリストとなるカート・ファーンリー、世界記録保持者のハインツ・フライ、ボストンの王者エレンスト・ヴァン・ダイクが顔を揃えており、真のチャンピオン決定戦だったと言える。また、笹原が記録した1時間24分15秒は、2006年シーズンの世界ランキング1位のタイムであった。
1. 1:24:15 笹原廣喜（大分県）
2. 1:24:16 カート・ファーンリー（オーストラリア）
3. 1:24:16 安岡チョーク（福岡県）
4. 1:24:17 ハインツ・フライ（スイス）
5. 1:24:18 山本浩之（福岡県）
6. 1:25:23 廣道純（大分県）
7. 1:25:24 洞ノ上浩太（福岡県）
8. 1:25:29 副島正純（福岡県）
9. 1:25:29 エレンスト・ヴァン・ダイク（南アフリカ）

### 2008年 北京パラリンピック
事前に下見をした際にコース幅が狭くなる箇所があることから転倒の危険性を予測し、先頭集団の最後尾につける作戦を採った。フィニッシュの競技場入り口にさしかかる下り坂で、先頭集団の数人が接触して転倒。笹原は巻き込まれずにトラックへ入り、2位でフィニッシュした。
1. 1:23:17 カート・ファーンリー（オーストラリア） - パラリンピックレコード
2. 1:23:17 笹原廣喜
3. 1:23:18 エレンスト・ヴァン・ダイク（南アフリカ）
4. 1:23:20 Aaron GORDIAN MARTINEZ（メキシコ）
5. 1:23:22 洞ノ上浩太
6. 1:23:22 山本浩之
7. 1:23:23 廣道純
8. 1:23:26 Jordi MADERA-JIMENEZ（スペイン）
9. 1:23:27 Roger PUIGBO-VERDAGUER（スペイン）
10. 1:23:27 Ralph BRUNNER（ドイツ）
11. 1:23:53 Rafael BOTELLO-JIMENEZ（スペイン）
12. 1:23:55 副島正純
13. 1:24:04 安岡チョーク
14. 1:25:43 ハインツ・フライ（スイス）

## 表彰
- 大分県民栄誉賞
- 豊後高田市民栄誉賞
- 西日本新聞社「第52回西日本スポーツ賞」
- 日本障害者スポーツ協会特別賞